# Rosalynn Sumners
Rosalynn Sumners, född 20 april 1964 i Palo Alto, är en amerikansk före detta konståkare.
Sumners blev olympisk silvermedaljör i konståkning vid vinterspelen 1984 i Sarajevo.